# Sphyraena novaehollandiae
Sphyraena novaehollandiae är en fiskart som beskrevs av Günther, 1860. Sphyraena novaehollandiae ingår i släktet Sphyraena och familjen Sphyraenidae. Inga underarter finns listade i Catalogue of Life.